# APM 08279+5255
APM 08279+5255 – kwazar położony w gwiazdozbiorze Rysia, według współrzędnych współporuszających się odległy o koło 7 520 000 parseków od Ziemi (z=3,91). Światło kwazara potrzebowało aż 12 miliardów lat aby dotrzeć do Ziemi.
W momencie jego odkrycia był to najjaśniejszy znany obiekt astronomiczny, jego jasność oceniano na 100 miliardów jasności Słońca.
Z Ziemi widziany jest wielokrotny obraz kwazara, co powodowane jest soczewkowaniem grawitacyjnym. Pomiędzy kwazarem a Ziemią znajduje się galaktyka, która zakrzywia promieniowanie kwazara i tworzy pozorne, wielokrotne obrazy tego samego obiektu. Jest to jeden z niewielu znanych przypadków soczewkowania grawitacyjnego tworzącego nieparzystą liczbę pozornych obrazów – z Ziemi kwazar widziany jest potrójnie.
Supermasywną czarną dziurę znajdującą się wewnątrz kwazara otacza chmura pary wodnej o masie 100 000 razy większej niż masa Słońca. Temperatura chmury wynosi 220 K (–53 °C). Jest ona 1012 rzadsza od ziemskiej atmosfery, ale 10 do 100 razy gęstsza od pary wodnej spotykanej w typowej galaktyce jak Droga Mleczna.